# بازنگری تاریخی
بازنگری تاریخی (به انگلیسی: historical revisionism) یک مکتب تاریخ‌نگاری است که در تفسیر یک رویداد تاریخی بازنگری می‌کند. در این مکتب روایت رسمی و باورهای تاریخی پذیرفته شده توسط کارشناسان خبره تاریخی به چالش کشیده می‌شوند. بازنگری تاریخ  می‌تواند منجر به کشف حقایق تازه شود، مدارک و تفاسیر تاریخ مکتوب را تحت‌الشعاع قرار دهد و موجب برساخت یک تاریخ بازنگری شده شود.